# Fakulta informačních technologií ČVUT
Fakulta informačních technologií ČVUT v Praze (FIT ČVUT) byla založena 1. července 2009 jako osmá fakulta ČVUT. Jejím prvním děkanem se stal Pavel Tvrdík, který byl děkanem zvolen znovu i v roce 2013. Pro období 2017–2021 byl v červnu 2017 novým děkanem zvolen Marcel Jiřina. Svůj post obhájil i pro funkční období 2021-2025.

## Historie
FIT ČVUT byla založena 1. července 2009, první rok výuky byl zahájen 21. září 2009. Vznikla rozšířením a rozdělením katedry počítačů na Fakultě elektrotechnické ČVUT. Do prvního ročníku se v roce 2009 imatrikulovalo necelých 500 studentů, z toho asi 10 % tvořily ženy a dívky. Asi 10 % studentů pocházelo ze Slovenska a dalších 10 % ze zemí východní Evropy. Studium od začátku probíhá v češtině a v některých oborech i v angličtině.
Rozběh fakulty byl v prvním roce hrazen z grantu Operačního programu Praha – Adaptabilita, z fondů ČVUT, půjček a ze sponzorských darů firem. V dalším roce také z dotací Ministerstva školství ČR.

## Studium
Studenti bakalářského a magisterského programu Informatika si volí specializaci během studia, nejpozději však se zadáním bakalářské/diplomové práce . Cest do bakalářského programu vede víc – od úspěšné reprezentace v konkrétních soutěžích, dobrého výsledku ve SCIO testech z matematiky nebo obecných studijních předpokladů až po přijímací zkoušku z matematiky. Absolventi bakaláře na FIT mohou pokračovat magisterským programem Informatika bez přijímaček.

### Studijní programy a specializace
Specializace bakalářského studijního programu Informatika (BSP)
Standardní délka studia 3 roky, titul Bc.
- Informační bezpečnost
- Manažerská informatika
- Počítačová grafika
- Počítačové inženýrství
- Počítačové sítě a Internet
- Počítačové systémy a virtualizace
- Softwarové inženýrství
- Teoretická informatika
- Umělá inteligence
- Webové inženýrství

Specializace magisterského studijního programu Informatika (MSP)
Standardní délka studia 2 roky, titul Ing. Program navazuje na bakalářský studijní program Informatika.
- Teoretická informatika
- Manažerská informatika
- Návrh a programování vestavných systémů
- Počítačová bezpečnost
- Počítačové systémy a sítě
- Systémové programování
- Softwarové inženýrství
- Webové inženýrství
- Znalostní inženýrství

Magisterský studijní program Učitelství informatiky pro střední školy (MSP)
Standardní délka studia 2 roky.
Magisterský studijní program Kvantová informatika (MSP)
Standardní délka studia 2 roky.
FIT ČVUT pořádá každý rok algoritmickou soutěž FIKS určenou pro studenty středních škol . Pod záštitou FIT se také konají praktické týmové programovací soutěže UnIT  a BEST Hack Day, pořádané pražskou pobočkou mezinárodní studentské organizace BEST. Pro své studenty FIT každoročně pořádá soutěž Výzkumné léto na FIT (VýLeT), který finančně podporuje nadané bakalářské a magisterské studenty a umožňuje jim zapojit se do vědecko-výzkumných aktivit na fakultě.

## Konference, akce, semináře
FIT každoročně pořádá řadu českých a mezinárodních akcí. Mezi nejdůležitější patří akce COFIT, což je kariérní veletrh pro studenty pořádaný 2x ročně. Studenti si zde mohou udělat představu o tom, co vše nabízí trh práce nebo třeba najít téma pro svou diplomovou práci. FIT dále pořádá konferenci o právu a informačních technologií LAW FIT nebo také mezinárodní konferenci o stringologii The Prague Stringology Conference. Jednou z mezinárodních konferencí je linuxová konference LinuxDays.
Každý rok FIT pořádá Den otevřených dveří a řadu dalších akcí pro zájemce o studium. 

## Katedry
Výuku i výzkum na fakultě zajišťuje šest specializovaných pracovišť (kateder)
- Katedra teoretické informatiky (18101)
- Katedra softwarového inženýrství (18102)
- Katedra číslicového návrhu (18103)
- Katedra počítačových systémů (18104)
- Katedra aplikované matematiky (18105)
- Katedra informační bezpečnosti (18106)

## Seznam děkanů
- Marcel Jiřina (2017–současnost)
- Pavel Tvrdík (2009–2017)

## Budovy
Fakulta se ve svých počátcích usídlila od 5. srpna 2009 v budově Masarykovy koleje ČVUT, která do té doby byla pronajímána ČSA. Od května 2011 sídlí fakulta v Nové budově ČVUT společně s Fakultou architektury. V této budově fakulta využívá všechny čtyři přednáškové místnosti a 3. patro budovy, kde je umístěn děkanát fakulty spolu s několika počítačovými a seminárními učebnami. Katedry pak od června 2011 sídlí v 9.–14. patře vedlejší budovy A, která je s Novou budovou propojena tubusem; zbytek budovy A je využíván Fakultou stavební. V budově A se krom kateder nachází také další počítačové a seminární učebny a specializované laboratoře. Fakulta od svého počátku využívá rovněž Ballingův sál a jednu počítačovou učebnu v Národní technické knihovně.

## Galerie

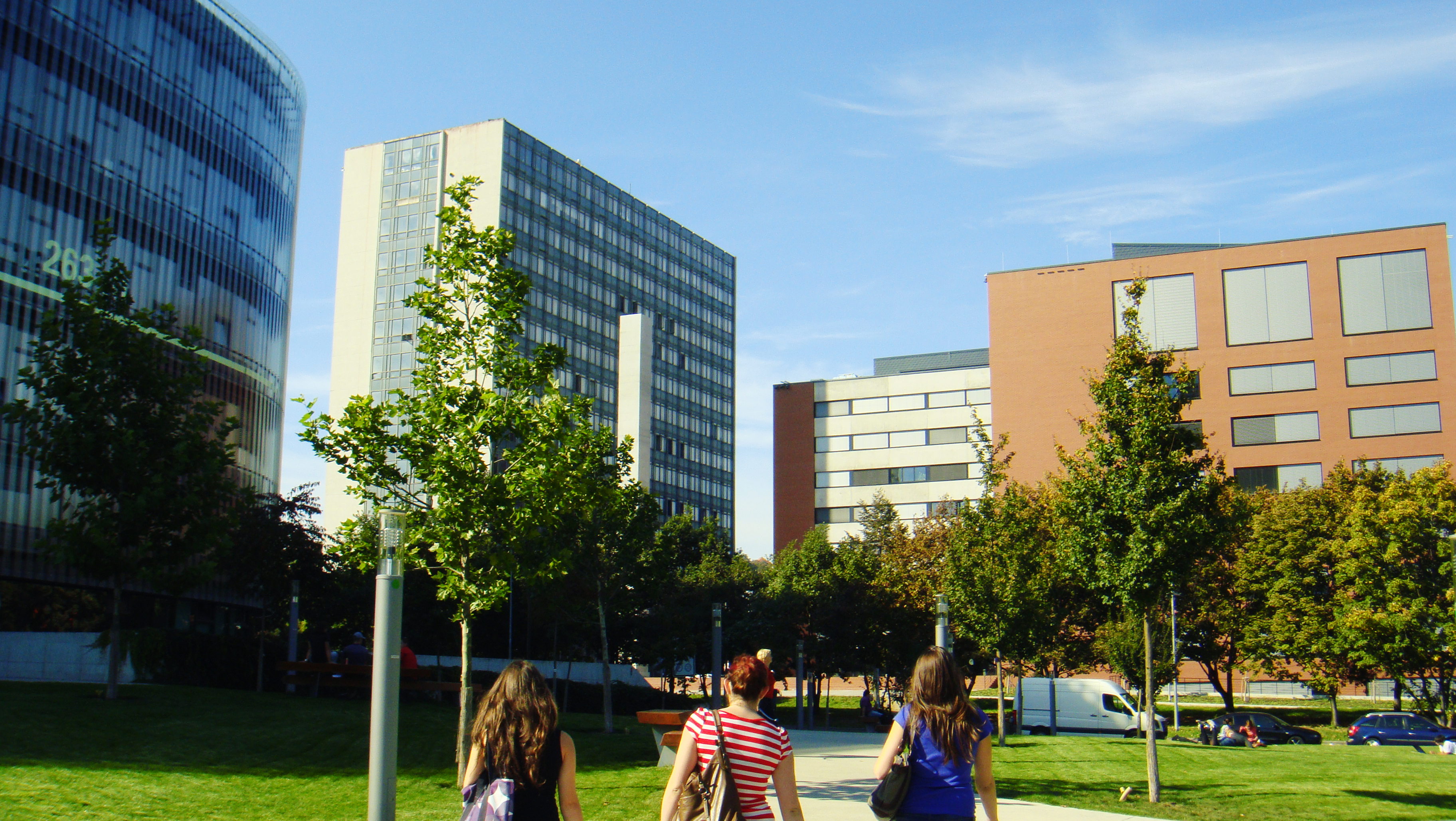
Kampus Dejvice
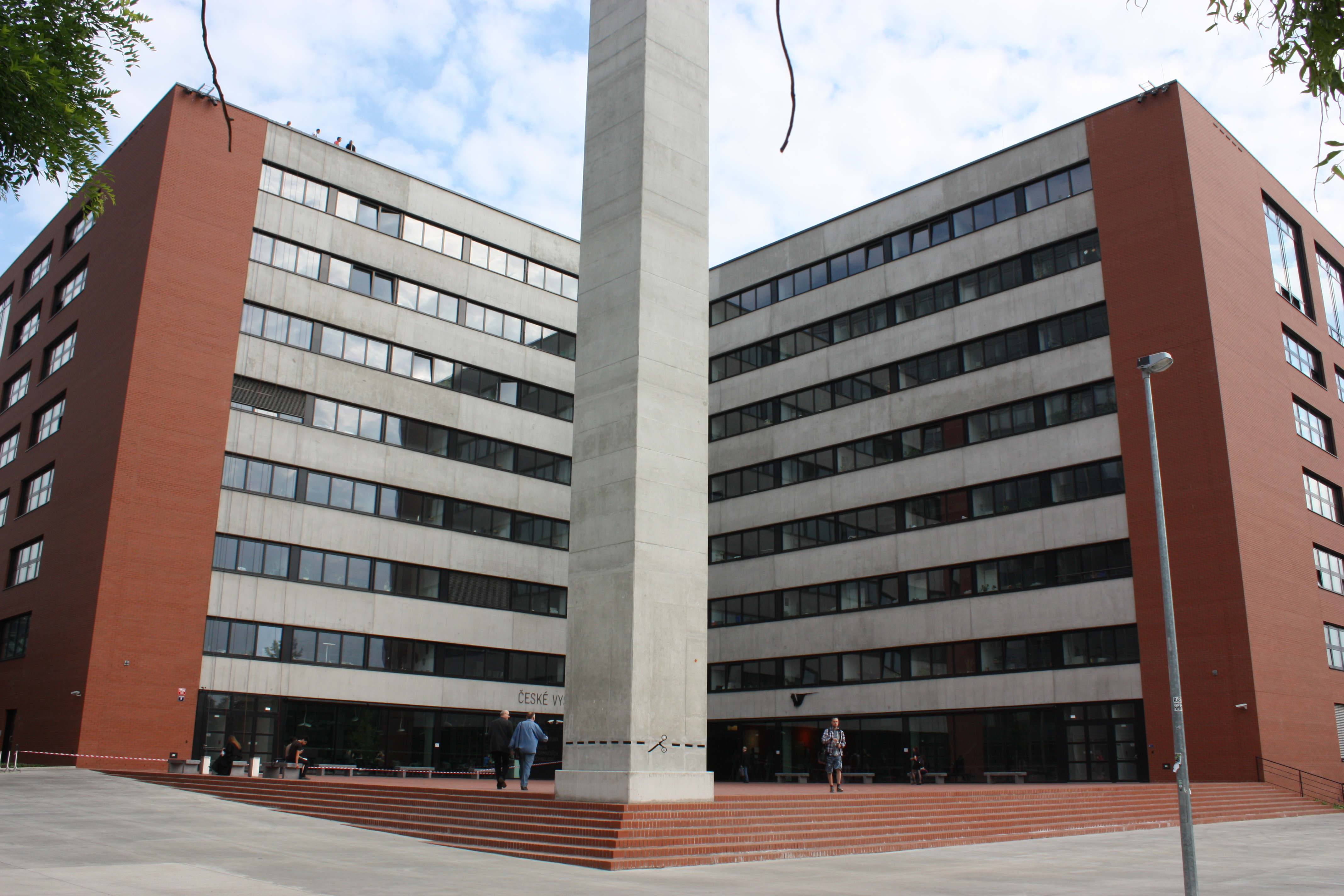
Nová budova ČVUT, Thákurova 9
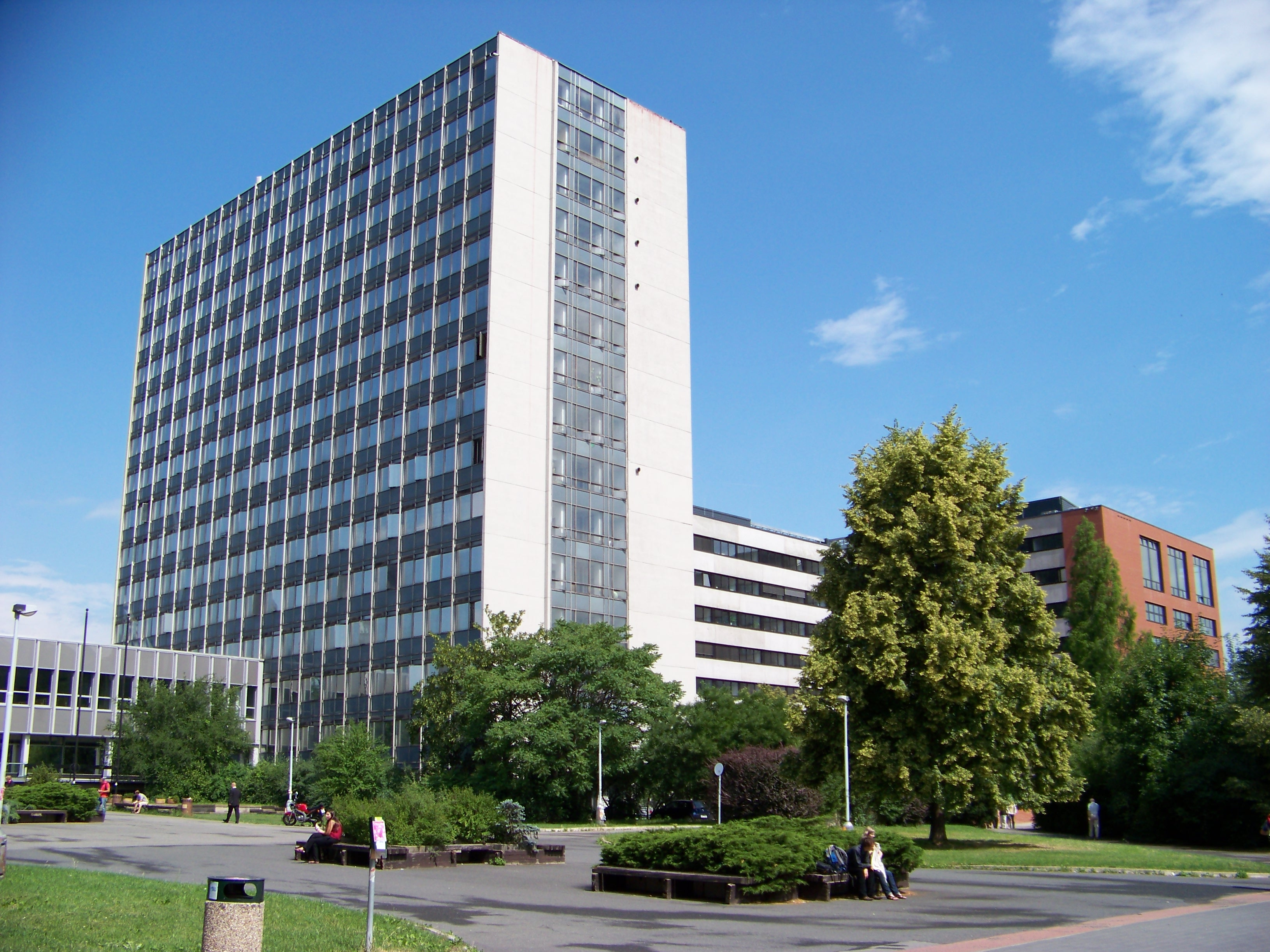
Budova A, Thákurova 7
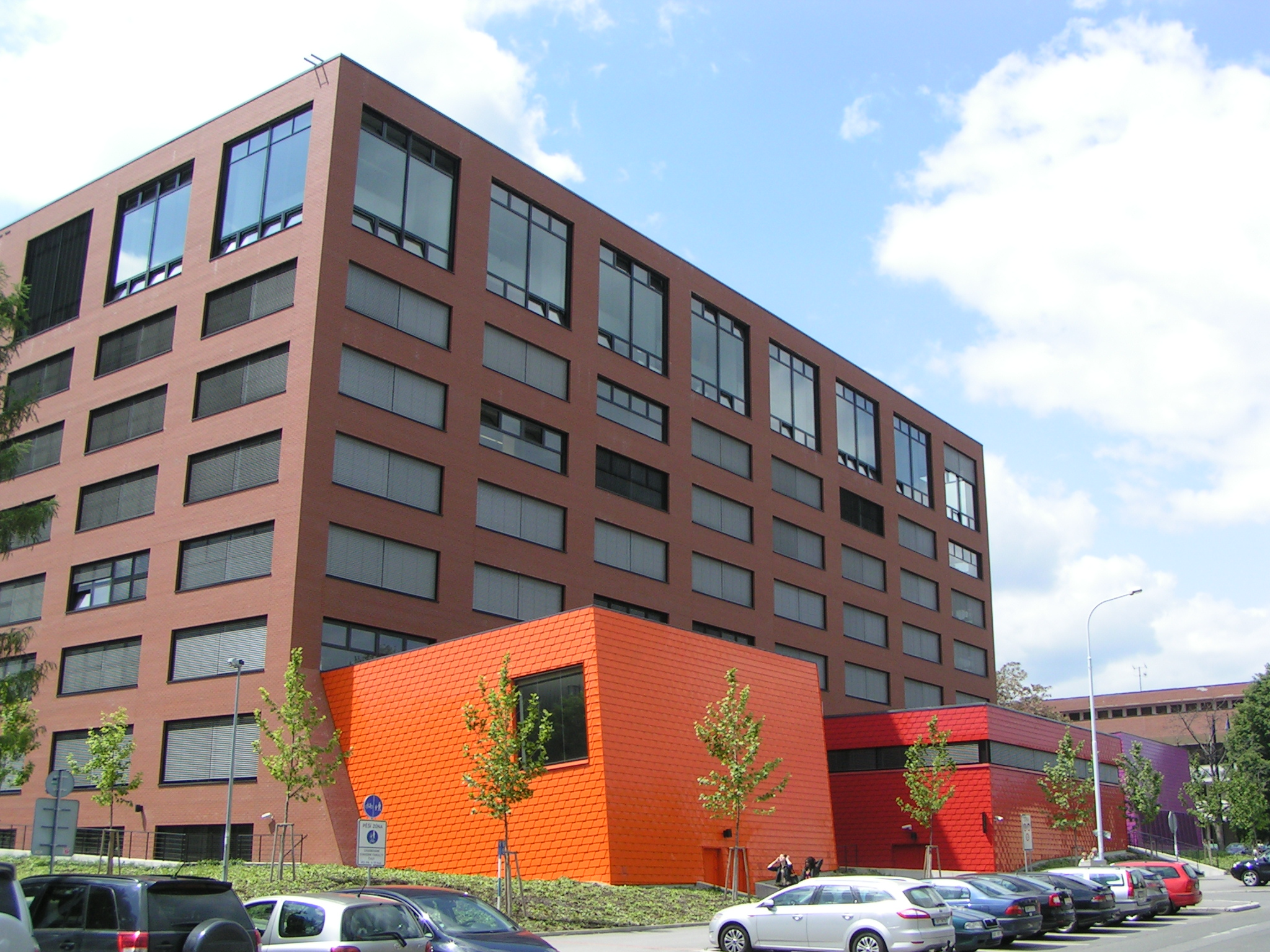
Posluchárny Nové budovy ČVUT zvenku (detail)
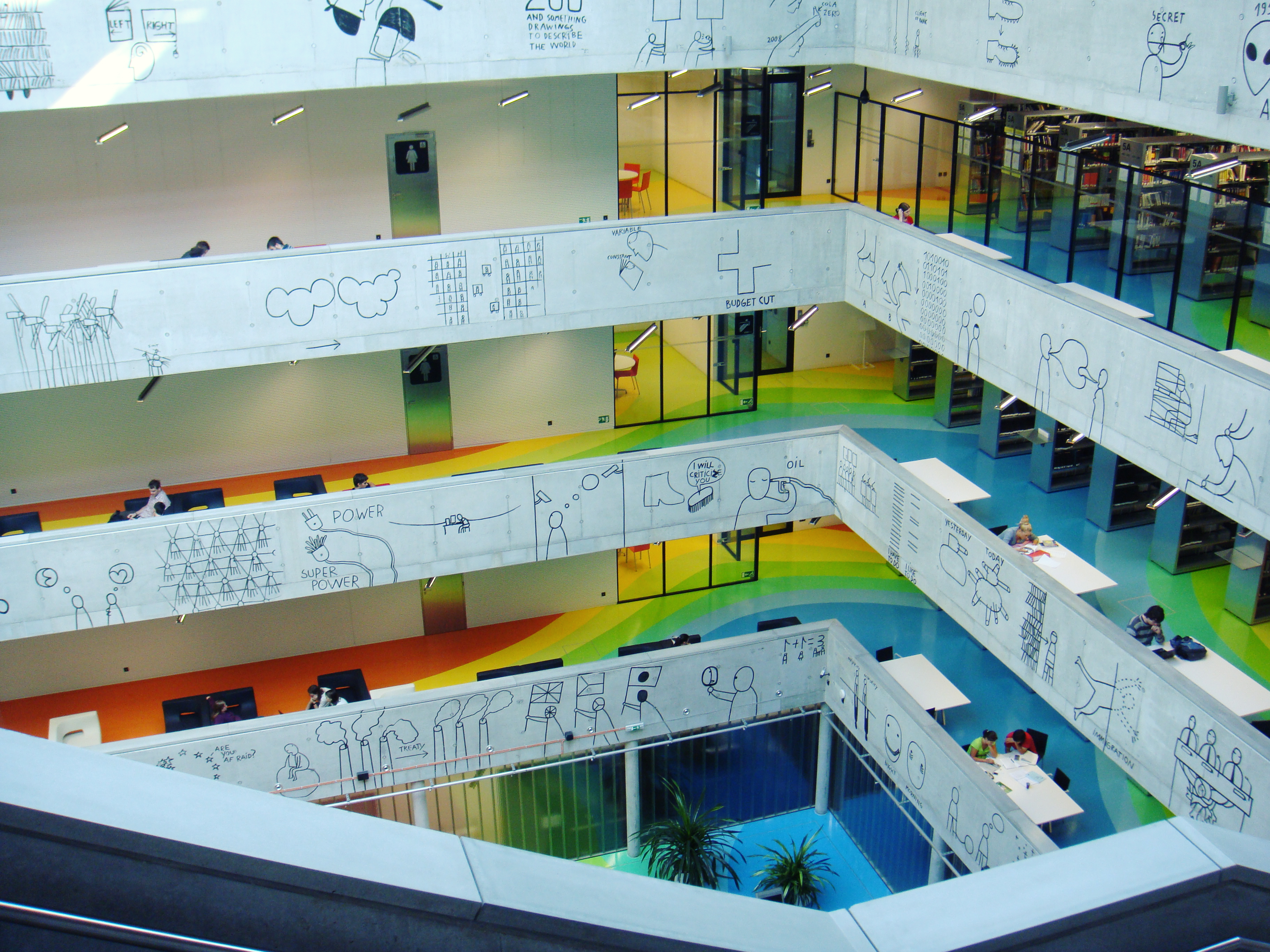
Interiér Národní Technické Knihovny